# Brombo göl
Brombo göl är en liten våtmark, tidigare sjö i Emmaboda kommun i Småland och ingår i Lyckebyåns huvudavrinningsområde.